# Ciudad Universitaria Meléndez
La Ciudad Universitaria Meléndez, también conocida como Sede Meléndez es el campus principal de la Universidad del Valle en la ciudad de Santiago de Cali. Está ubicada al sur de la ciudad. El campus está catalogado como Bien de Interés Cultural Municipal de nivel uno. En 1972 el grupo de arquitectos diseñadores de la Ciudad Universitaria fueron ganadores del Premio Nacional de Arquitectura de Colombia.

## Historia
En la década de los sesenta se inició un plan para la creación de una ciudad universitaria que fuera un Campus permanente para la Universidad del Valle. Para ello se reunió un grupo de arquitectos liderado por Bruno Violi y coordinado por Diego Peñalosa, los cuales desarrollaron un conjunto de modernas edificaciones que en conjunto a amplias zonas verdes constituyeran un campus con un diseño urbano característico de la arquitectura del Movimiento moderno que se desarrolló en esa época.

## Diseño
Los edificios del Campus ejemplifican las ideas y formas recurrentes de su principal diseñador. La biblioteca Mario Carvajal representa los principios de orden y jerarquía de la Arquitectura clásica con formas y técnicas modernas aplicadas por Bruno Violi. Los edificios de Administración y Ciencias a cargo de Martínez Sanabria y Camacho y Guerrero respectivamente, hacen uso de la monumentalidad mediante pórticos y grandes accesos con escalinatas que conectan con los demás edificios. Otros edificios importantes son el de Cafeterías por Harold Martínez y Auditorios e Ingenierías por Lago y Saénz. A lo largo de los años, muchos de estos edificios han sufrido reformas menores que han generado cambios en la originalidad de estas edificaciones.

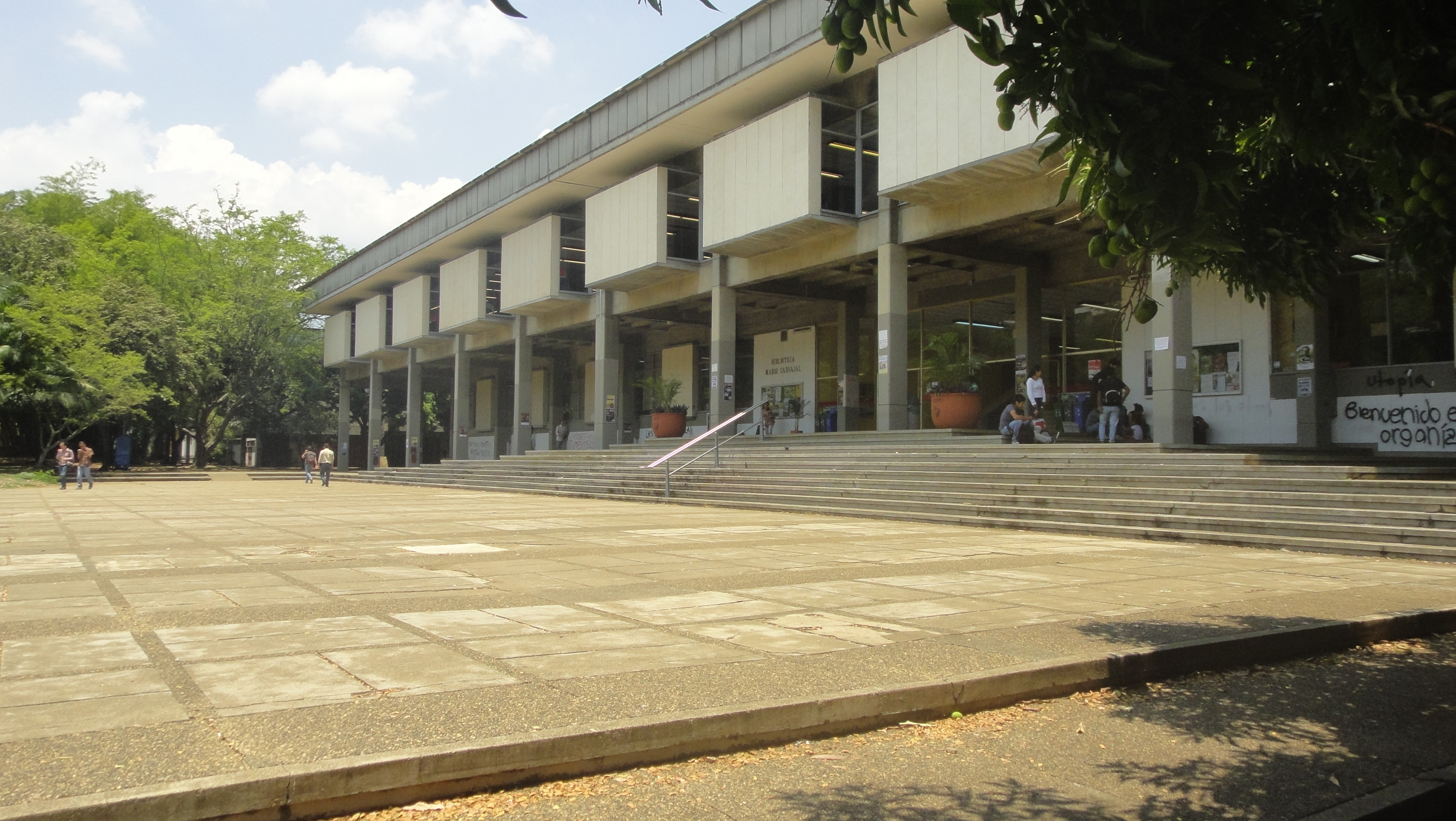
Biblioteca Mario Carvajal
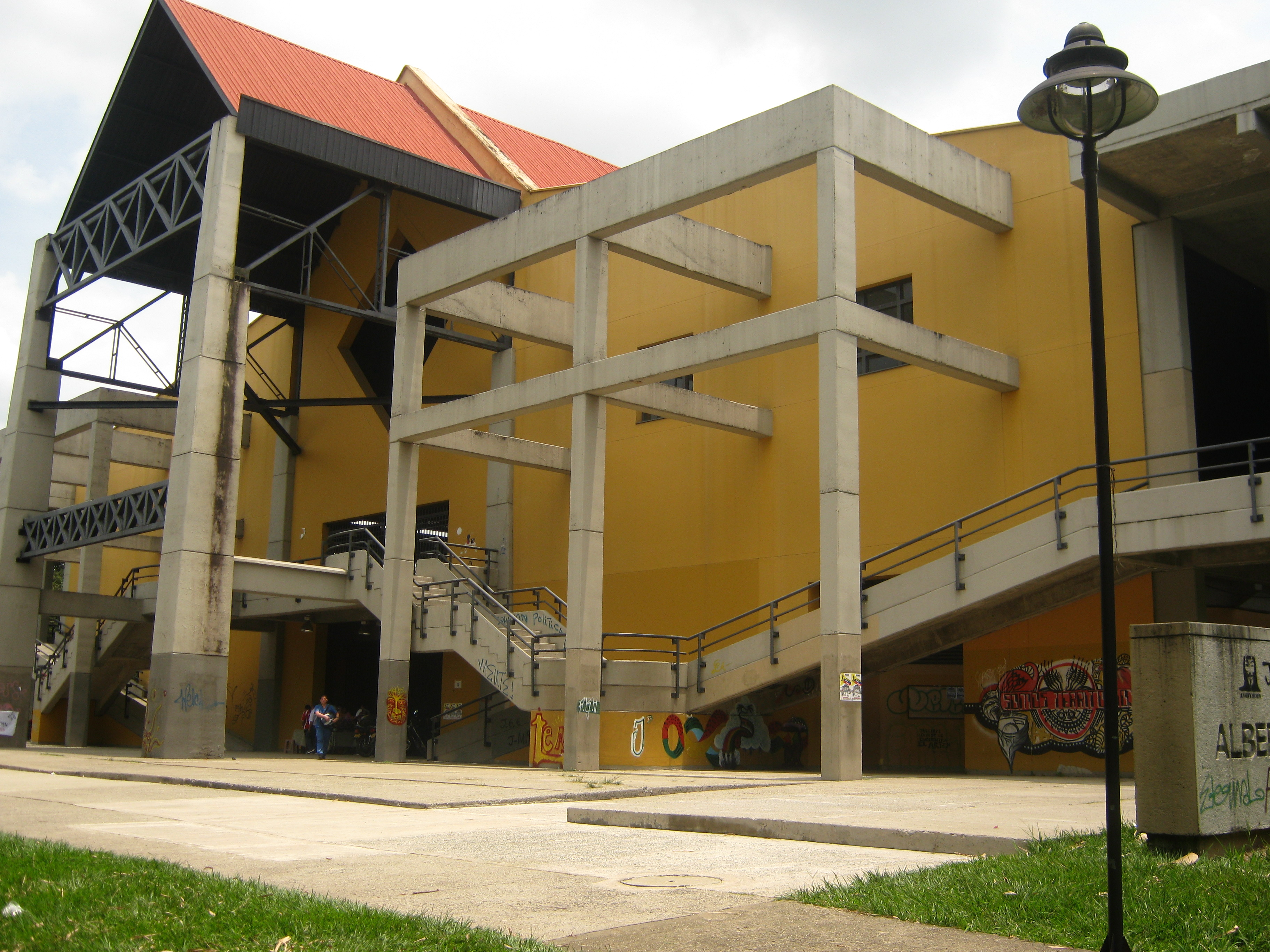
Coliseo Alberto León Betancur
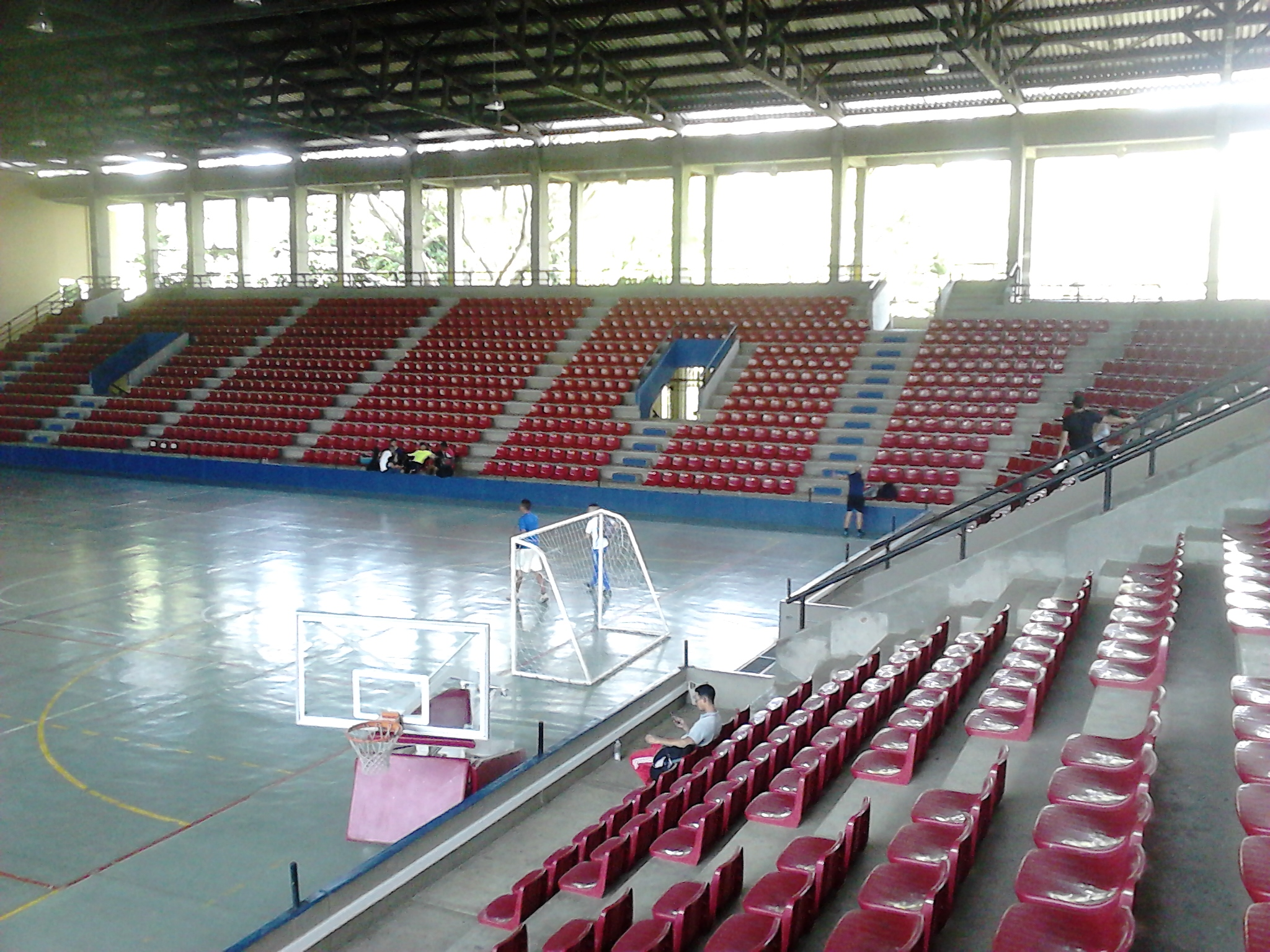
Interior del coliseo
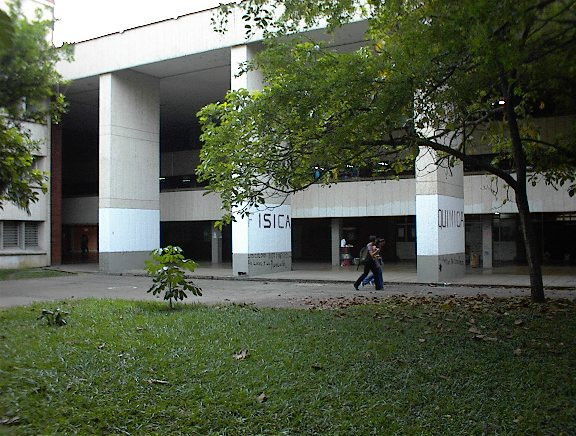
Edificio de Ciencias
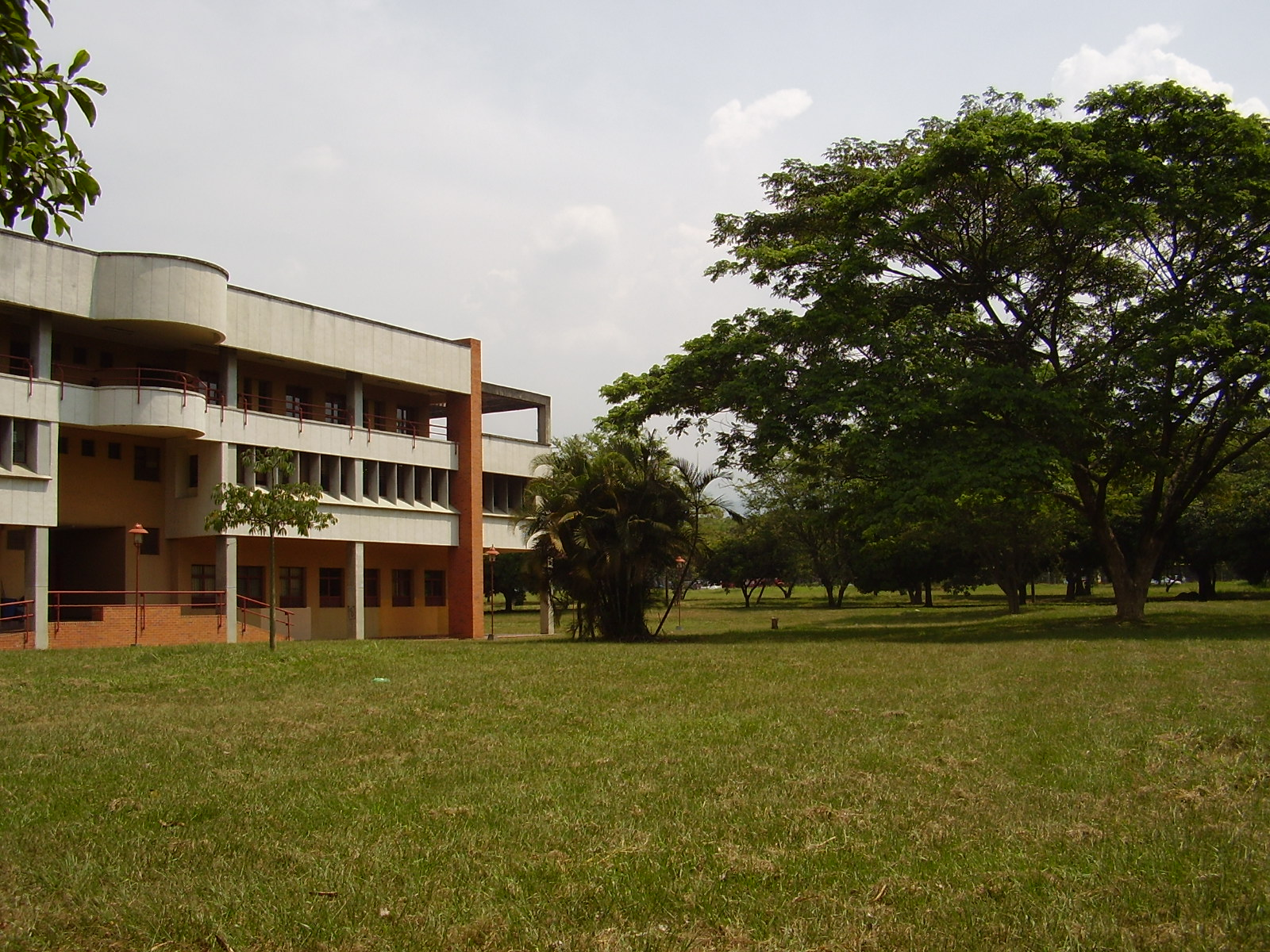
Escuela de Música